# Deutsches Meisterschaftsrudern 1939
Das 52. Deutsche Meisterschaftsrudern wurde 1939 ausgetragen. Erstmals wurde das Meisterschaftsrudern an zwei Orten ausgetragen. Die Wettkämpfe der Männer fanden in Hannover und die der Frauen in Leipzig statt. Neu ins Meisterschaftsprogramm aufgenommen wurden der Leichtgewichts-Vierer ohne Steuermann der Männer sowie der Einer und Doppelzweier bei den Frauen. Somit wurden im Vergleich zum Vorjahr Medaillen in 12 statt 9 Bootsklassen vergeben. Davon 8 bei den Männern und 4 bei den Frauen.

## Medaillengewinner

### Männer
| Bootsklasse                           | Gold | Silber | Bronze |
| ------------------------------------- | --- | --- | --- |
| Einer                                 | Josef Hasenöhrl (Wiener RV Ellida) | Paul Seedorff (Tangermünder RC von 1906) | Willi Füth (RG Victoria Berlin-Grünau) |
| Doppelzweier                          | Rgm. Steeler RV / RG Breslau Heinz Lindner Hermann Klotz                                                                                                  | Rgm. RG Victoria Berlin-Grünau / WSV Godesberg Willi Füth Heinz Neuburger | Rgm. RG Worms 1883 / Wormser RV 1911 Ludwig Herdel Kurt Netzer                                                                                                   |
| Zweier ohne Steuermann                | RK am Wannsee Rudolf Eckstein Heinrich Stelzer | Hannoverscher RC von 1880 Hans Meyer auf der Heide Friedrich Melching | RG Hannover-Linden von 1899 Friedel Scheiding Bernd Töllner |
| Zweier mit Steuermann                 | RV Friesen Berlin Gerhard Gustmann Herbert Adamski Günter Holstein (Stm.)                                                                                 | Hannoverscher RC von 1880 Hans Meyer auf der Heide Friedrich Melching Kurt Kenngott (Stm.) | RG Wiking Leipzig Herbert Hahn Gerhard Sieler Horst Trümpler (Stm.)                                                                                              |
| Vierer ohne Steuermann                | Rgm. Berliner RV von 1876 / Luftwaffen-SV Walter Wieczorek Erich Gentz Peter Tiessen Helmut Langer                                                        | RV Wratislavia Breslau Willi Ewerth Walter Gotthardt Heinz Lückenga Ulrich Kleiner | Erster Breslauer RV Gerhard König Bernhard Buchholz Peter Schirmer Herbert Schmiegelt                                                                            |
| Vierer mit Steuermann                 | Rgm. RV Friesen Berlin / RK am Wannsee Rudolf Eckstein Herbert Adamski Gerhard Gustmann Heinrich Stelzer Heinz Zietemann (Stm.)                           | Frankfurter RG Germania 1869 Oskar Glock Gustav Kämpf Ludwig Rumbler Theo Hüllinghoff Gustav Runge (Stm.)                                                                                        | Rgm. Berliner RC / Spindlersfelder RV Sturmvogel Hans-Joachim Hannemann Walter Volle Heinz Leonhard Günter Zahn Wilhelm Mahlow (Stm.)                            |
| Achter                                | Rgm. Baldeneysee Essen 1 Franz Westhoff Fritz Stommel Karl Seuser Heinz Stiegelmeier Hugo Pohl Claus Hinz Werner Immand Georg Schmid Arthur Borski (Stm.) | Rgm. RK am Wannsee / RV Friesen Berlin Hermann Brömmert Paul Augustin Josef Schlierkamp Heinrich Heeren Rudolf Eckstein Herbert Adamski Gerhard Gustmann Heinrich Stelzer Heinz Zietemann (Stm.) | Mannheimer RV Amicitia von 1876 Lutz Schmitz Hans Willibald Helmut Barniske Edmund Waßmann Werner Schönwald Leo Stech Willi Kaidel Rudi Bosch Fritz Bauer (Stm.) |
| Leichtgewichts-Vierer ohne Steuermann | Mainzer RV von 1878 Heinrich Wegener Hans Würbach Heinrich Keim Martin Keim                                                                               | Berliner RK Hellas Artur Schmidt Bernhard Böhm Alfred Henze Werner Grothe | RG Angaria Hannover Walter Haas Hans Mohr Fritz Bock Herbert Stolze                                                                                              |

### Frauen
| Bootsklasse               | Gold                                                                                              | Silber | Bronze                                                                                         |
| ------------------------- | ------------------------------------------------------------------------------------------------- | --- | ---------------------------------------------------------------------------------------------- |
| Einer                     | Marianne Mahlberg (Kölner Club für Wassersport)                                                   | Gretel Bischoff (1. Frauen-RC Hannover)                                                                               | Inge Oehlenschläger (Lübecker Frauen-RG von 1907)                                              |
| Doppelzweier              | Lübecker Frauen-RG von 1907 Friedel Schneegass Inge Oehlenschläger                                | Rgm. BSG RV Allianz Berlin / Frankonia Berlin Charlotte Schmidt Hildegard Mahnkopf                                    | 1. Frauen-RC Hannover Gusta Müller Sofie Müller                                                |
| Doppelvierer              | RK Schwerin 1871 Ursula Langefeld Ruth Mecklenburg Ruth Becker Ingeborg Metz Inge Schäfer (Stf.)  | 1. Frauen-RC Hannover Ilse Meyer Gusta Müller Sofie Müller Gretel Bischoff Olly Lohsträter (Stf.)                     | VfB Reichspost Stettin 08 U. Barownick G. Osius R. Reinke U. Wittenhagen Hildegard Gese (Stf.) |
| Doppelvierer (Stilrudern) | RG Wiking Leipzig Ruth Bahr Ilse Fehse Lilo Sonntag Edith Schlemminger-Mittmann Erni Stahl (Stf.) | RV Rückertschule Berlin-Schöneberg Ilse Brandt Gisela Flemming Lilli Thamm Ruth Charlé-Franck Hildegunde Wolff (Stf.) | Friedrichshagener Damen-RC von 1901 H. Dähne G. Jäger Ch. Mensebach G. Claßen H. Reihe (Stf.)  |